# 北川老縣城地震遺址
北川老縣城地震遺址，是中國四川省文物保護單位之一，位於四川省綿陽市北川縣老县城曲山镇。北川縣在汶川大地震中遭受毀滅性破壞，遺址的災區景象被完整保留，是世上原貌保護規模最大、地震破壞最全面、次生災害最典型的地震遺址；不少遊客到遺址旅遊，此舉引起了重大爭議。遺址在2012年7月被列入第八批四川省文物保護單位。

## 歷史
北川羌族自治县位於四川，在汶川大地震中遭受重大損失和毁灭性破坏，以至需要异地重建，是此次地震中受灾最严重、最多人遭難、破坏类型最全面、次生灾害最典型的县级城市。
汶川大地震後不久，已有人提出保護北川地震遺址。地震一年後的2009年，到地震遺址旅遊成為熱潮，農曆新年期間合共有超過700萬人次的遊客造訪四川省內的地震災區，帶來18.69億人民幣的收入，其中北川老縣城地震遺址接待了近10萬人次的遊客；但北川政府其後印發通告，禁止公眾到北川地震遺址參觀考察，並對遺址一帶實施交通管制。
同年，上海市支援北川国家地震遗址博物馆规划项目策划组提出估算造價为23.45亿人民幣的開發方案，金额之大引起争议；方案進行了调整，其後在2010年得到四川省相关部门的批复，修建遗址保护区和纪念馆，总投资下調至約6.7亿人民幣。北川老縣城地震遺址在同年開始適度開放，每天准許1,000人進入；2013年，遺址改為全面開放，每天進入遺址人數不限。
2012年7月，北川老县城地震遗址被列入第八批四川省文物保護單位。

## 特色
北川老縣城地震遺址把汶川大地震後的災區景象完整保留，是世上原貌保护规模最大、地震破坏最全面、次生灾害最典型的地震遗址。遺址的总保护面积為1.2平方公里，分為老城区、新城区和沙坝地震断层三部分；遺址內有12處重要事件地保护、16座一级保护建筑、75座二级保护建筑、6處典型地质与基础设施破坏保护，並呈現了断层、泥石流、山崩、堰塞湖等次生灾害类型。

## 保護和開發相關爭議
北川老縣城地震遺址吸引遊客來訪，引申了此舉是否不尊重死者的道德問題。主張禁止遊覽遺址的意見認為，到地震遺址旅遊是「看別人的傷疤為樂」、「將快樂建立在悲傷之上」，是不尊重地震死難者的行為。另一種意見指出，北川老县城地震遗址是灾难记忆，在情感和宣传方面有价值，有纪念和教育的用途，也有利於科研。開發地震遺址亦引起政治方面的議論，有報導形容北川老縣城地震遺址是中华人民共和国爱国主义教育的亮點基地，參觀者能緬懷死難同胞、感受救災力量；有反對禁止遊覽遺址的意見質疑，北川政府一度禁止公眾到北川地震遺址參觀考察，是因為「倒掉的學校不敢讓人看」。
北川老縣城地震遺址面臨被暴雨摧毀的風險，惹起浪費資金維護的批評。2013年的暴雨令遺址被淹，有學者認為這反映用以保護遺址的資金化为泡影，堪稱劳民伤财；中国地质科学院研究员、蒙特利尔技术学院教授嵇少丞发表博客文章，指出「至少几亿人民币打了水漂」。唐家山堰塞湖治理暨北川老县城保护工作指挥部的高層反駁指，真正用於保護北川老縣城地震遺址的资金只有6,050.89万人民幣，沒有超过一亿，「至少几亿人民币打了水漂」的說法不成立；而且，遗址是個「公共墓地」，可以讓北川人寄托情感，北川老县城保护工作指挥部数据也显示在每年40万前往祭拜的游客中有近一半为北川或绵阳本地人。

## 图片集

北川老县城地震遗址
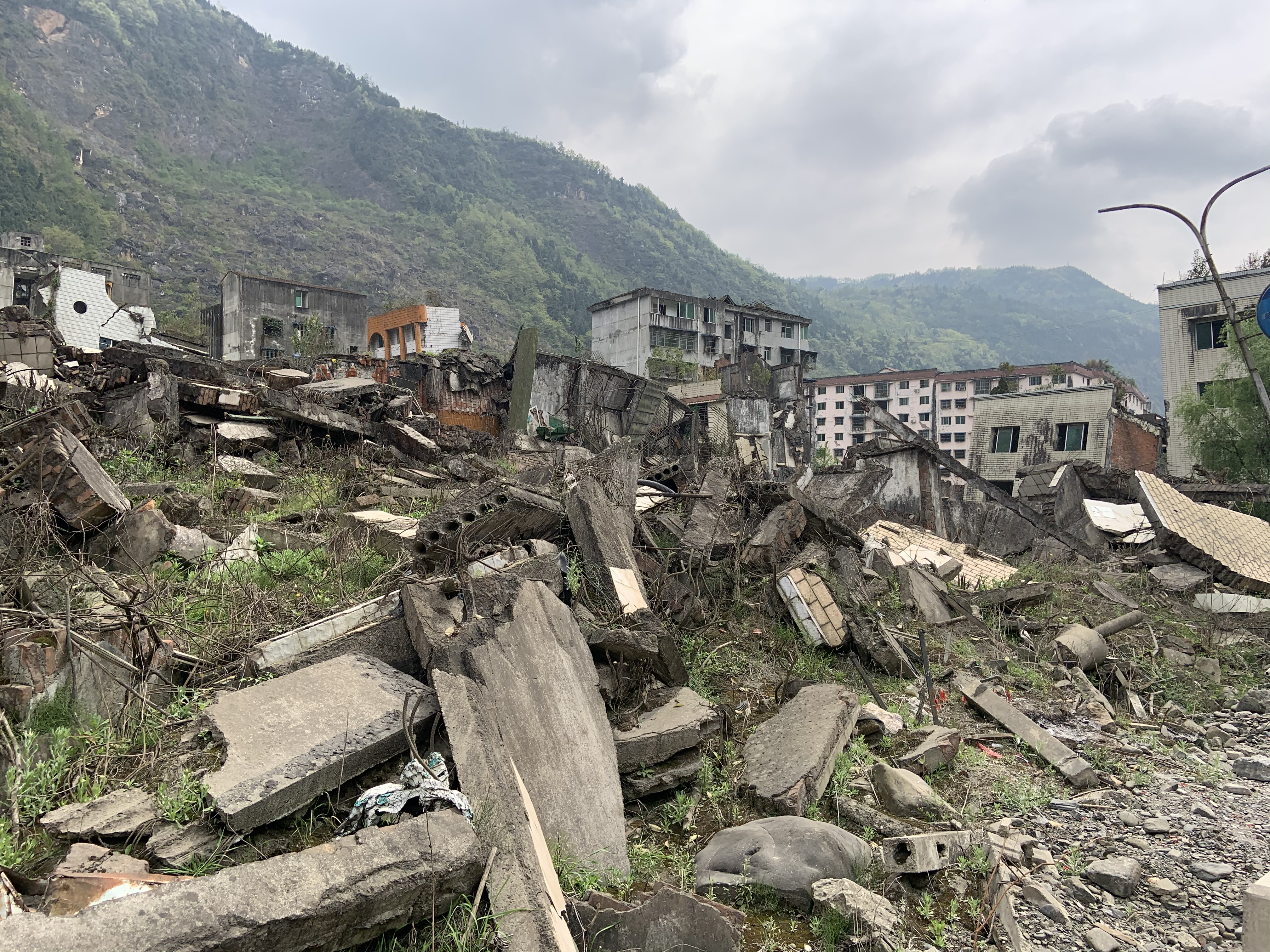
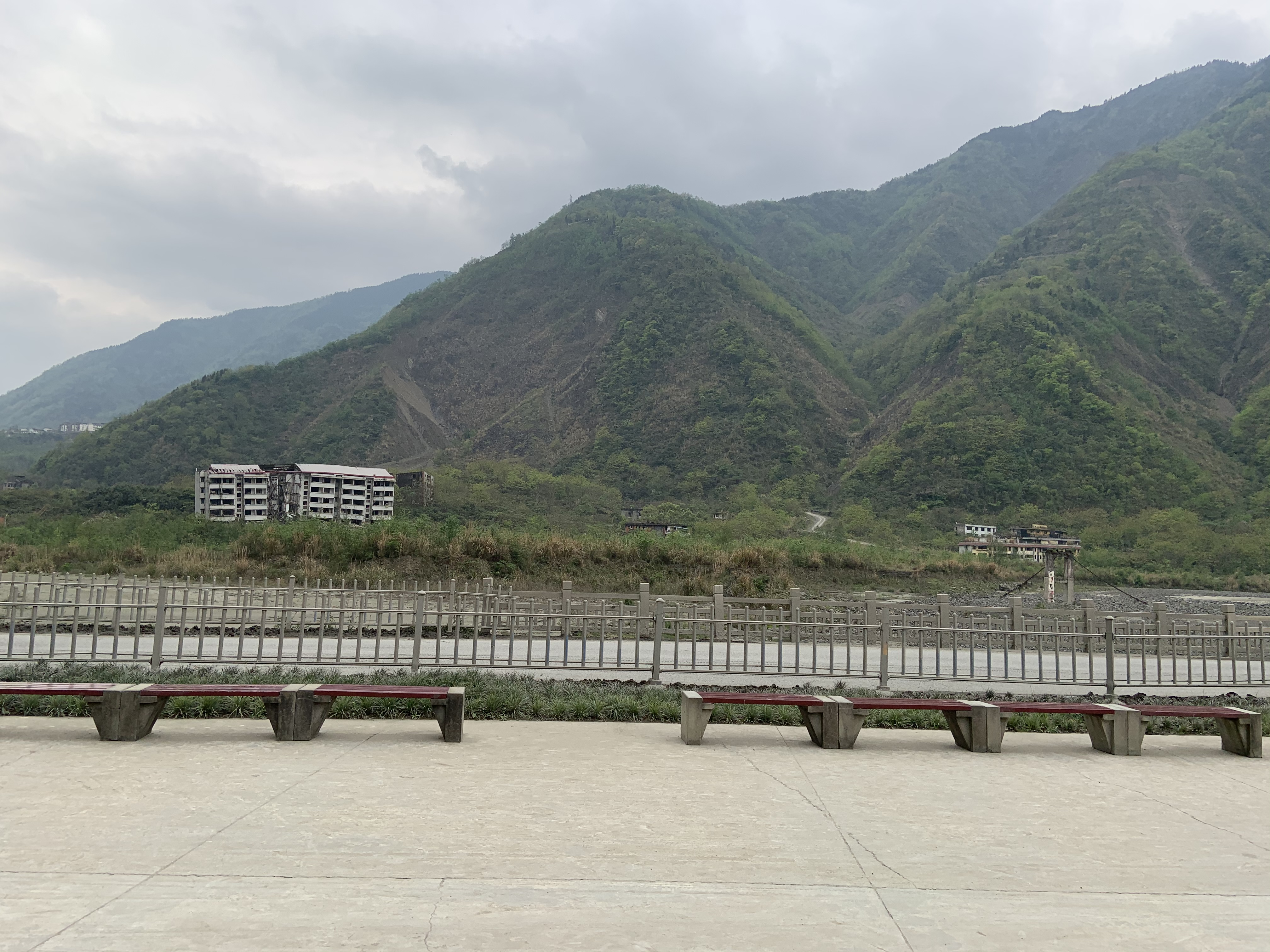
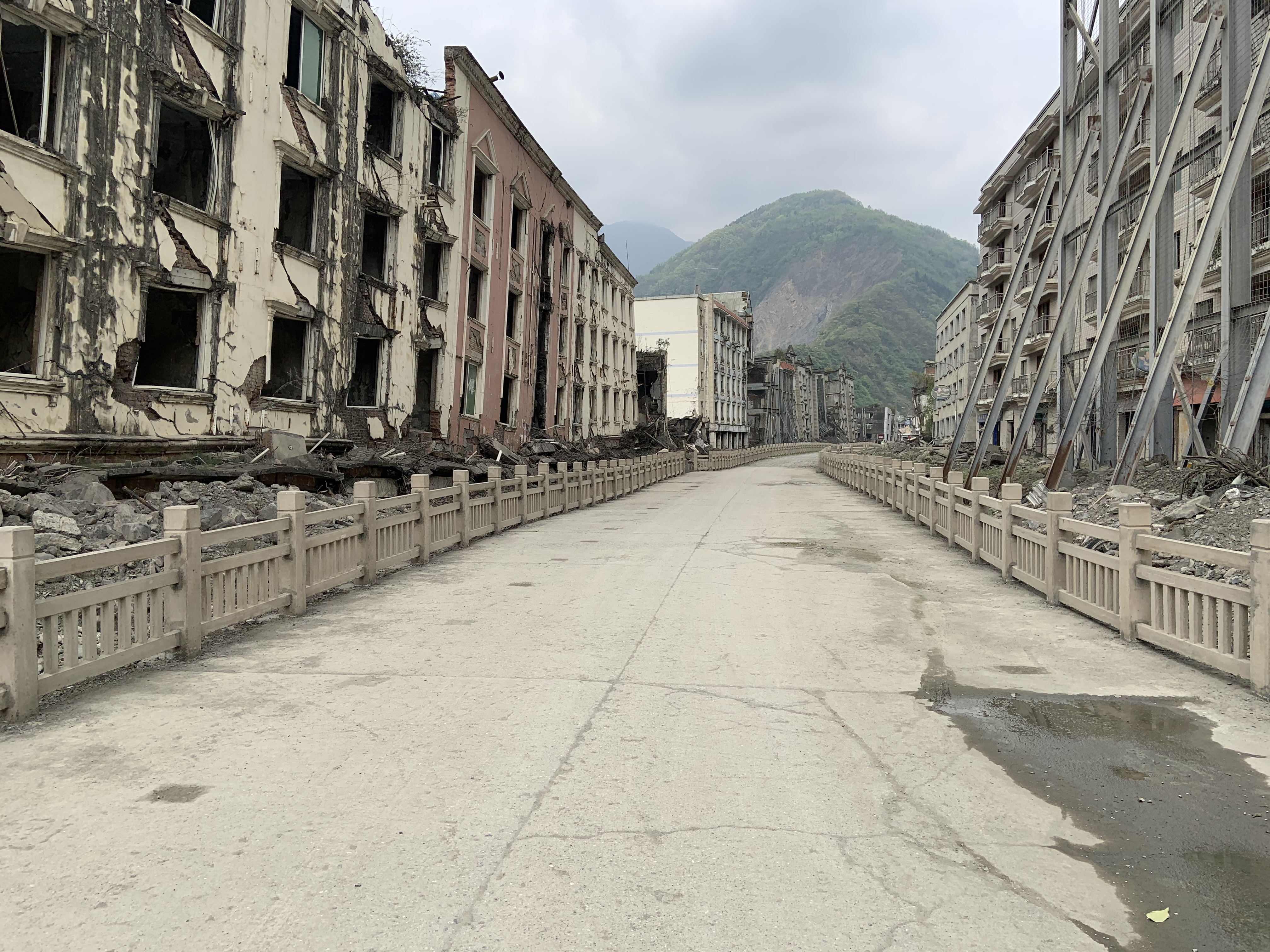
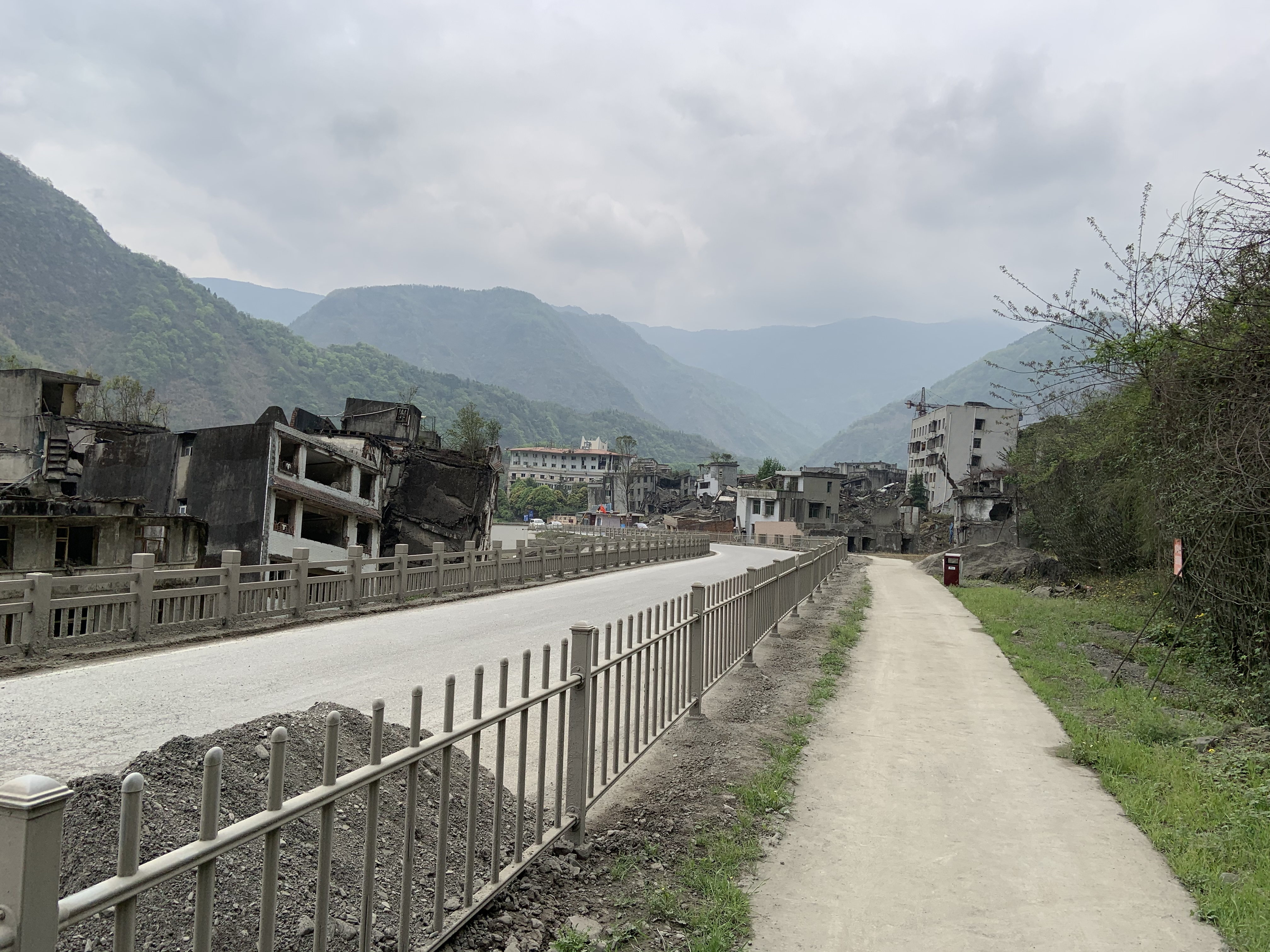
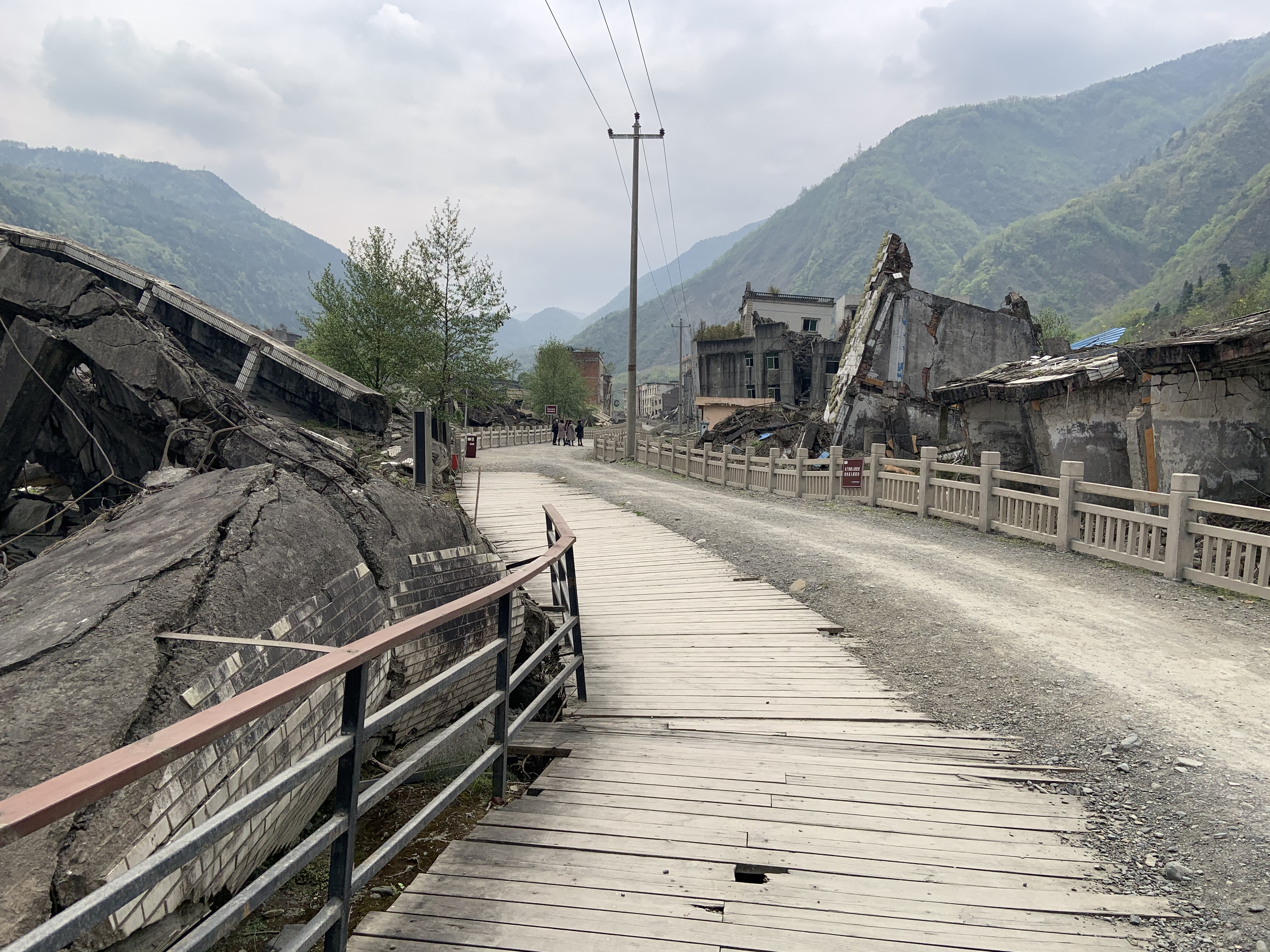

北川老县城地震遗址部分建筑
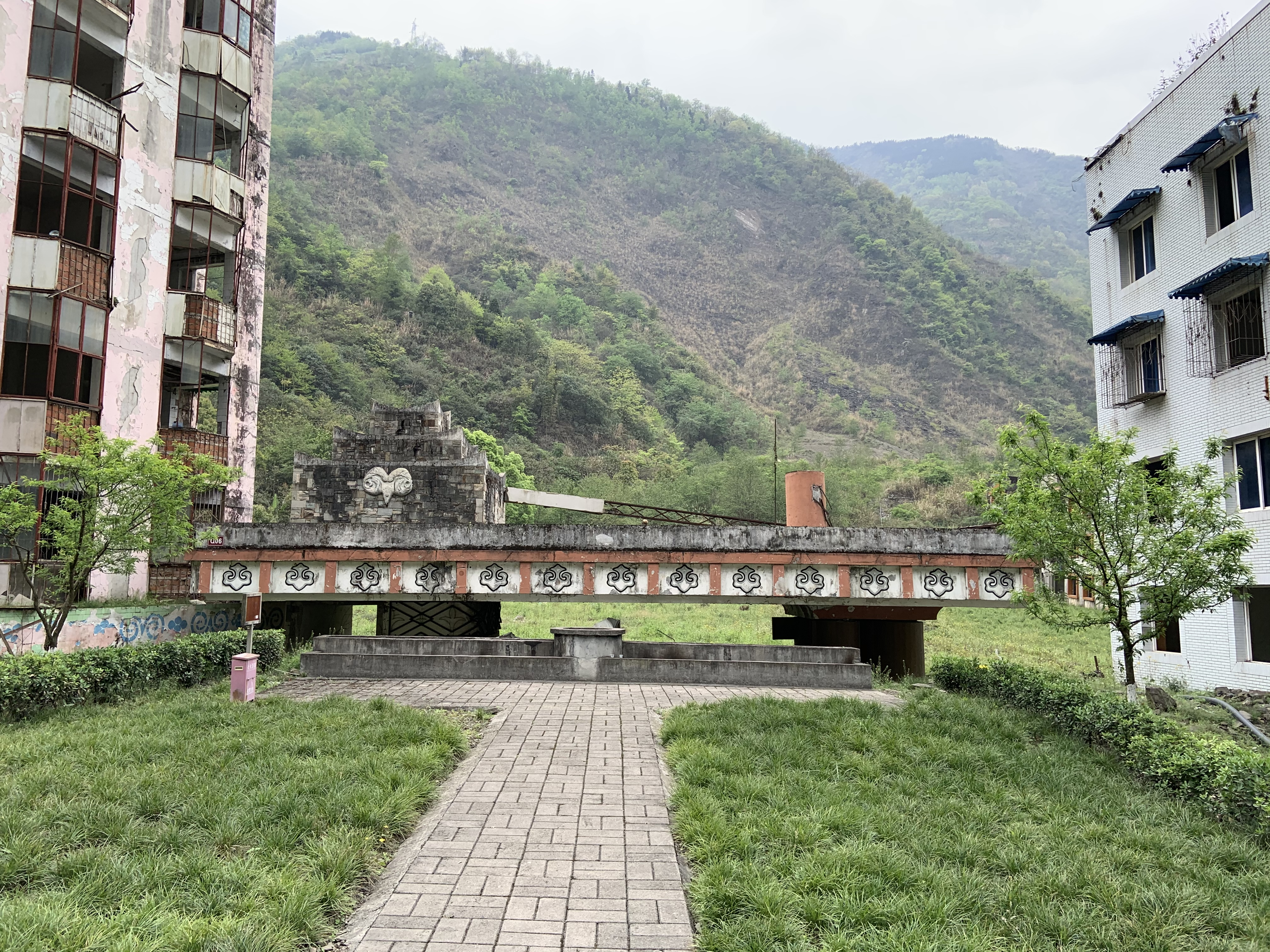
中共北川县委大门遗址，该处在地震后被泥石流掩埋，现余大门顶部
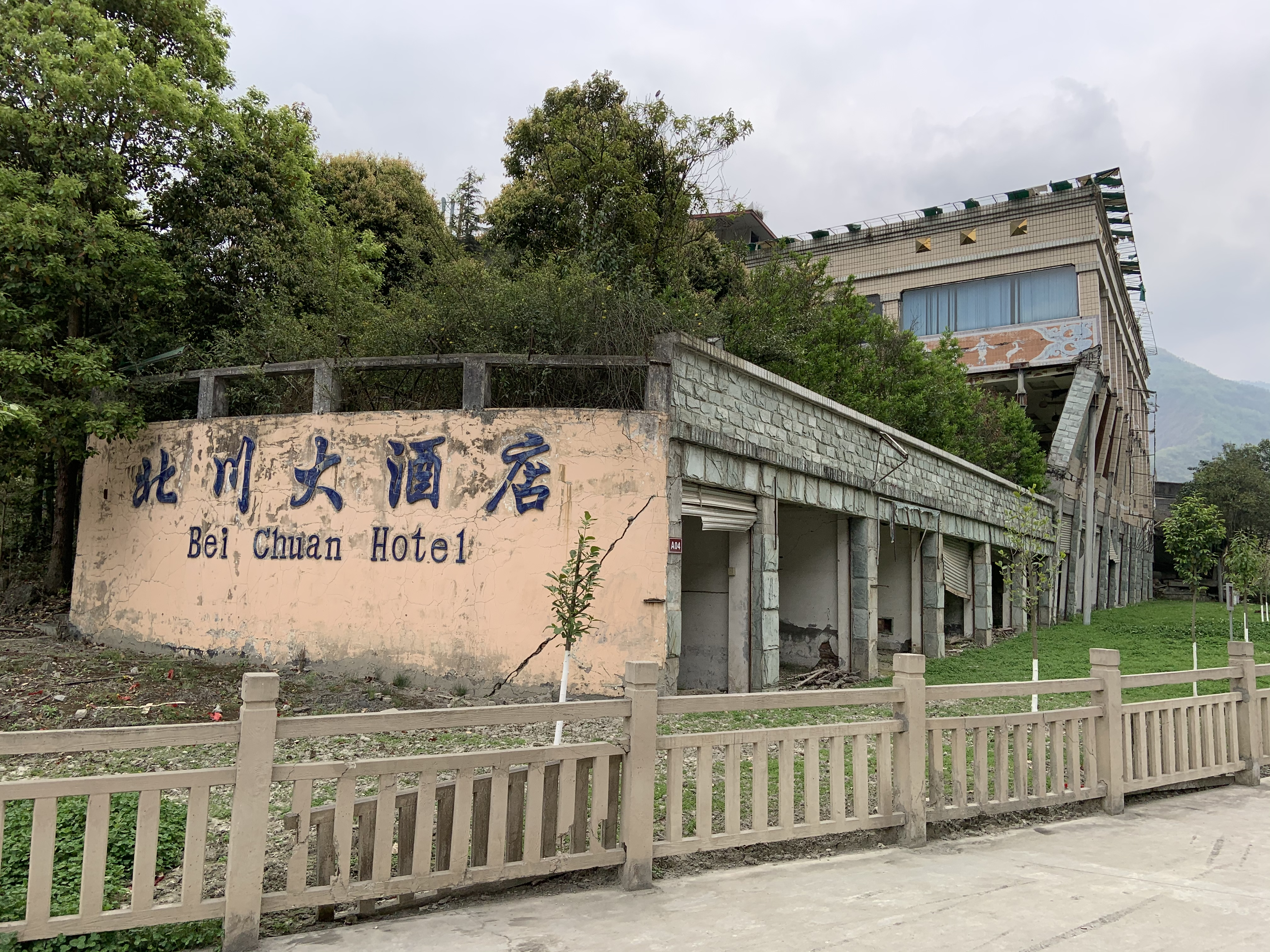
北川大酒店遗址
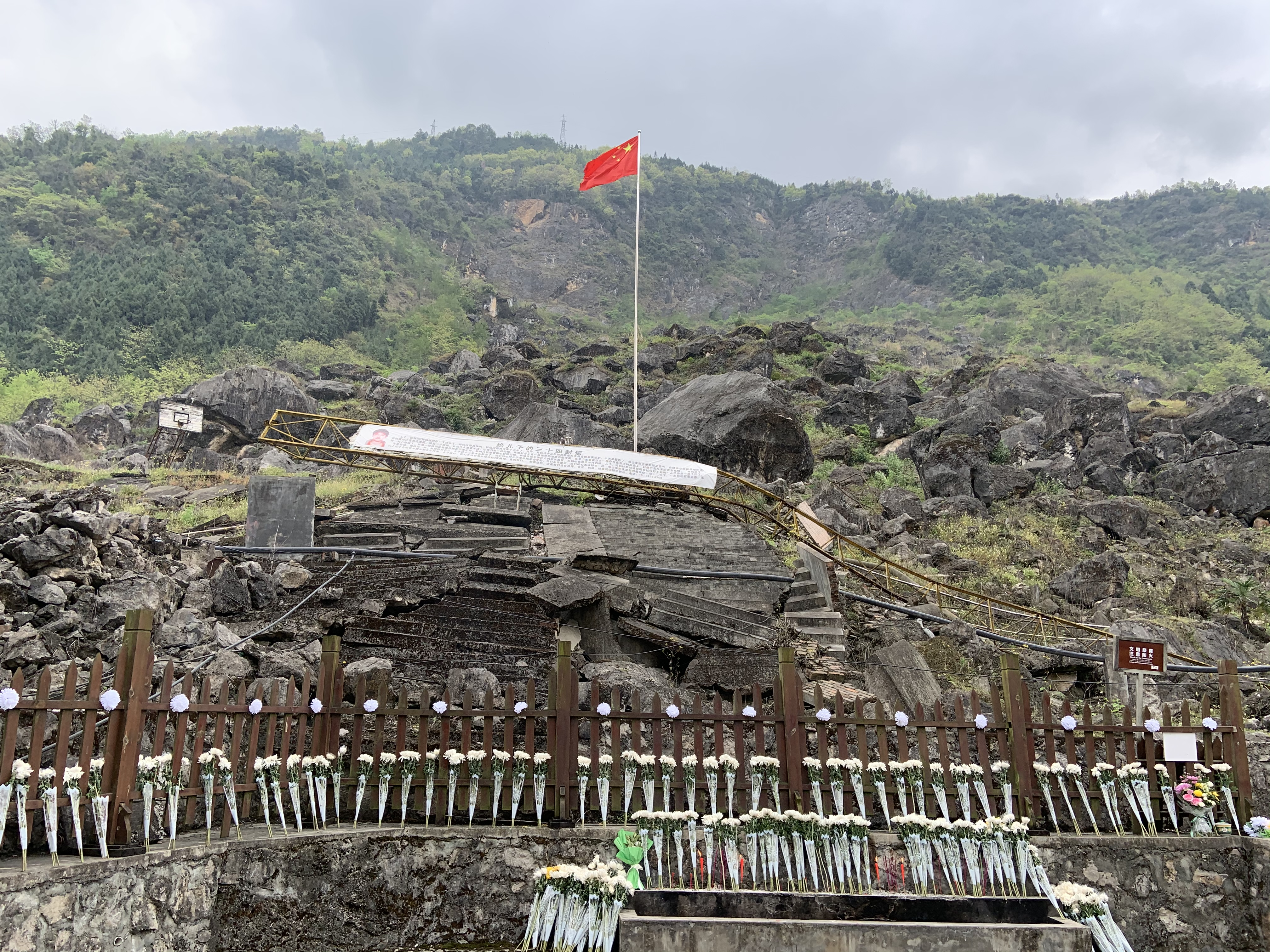
茅坝初中遗址（经常被误植为「北川中学新校区」）[8]，被景家山崩塌泥石流掩埋
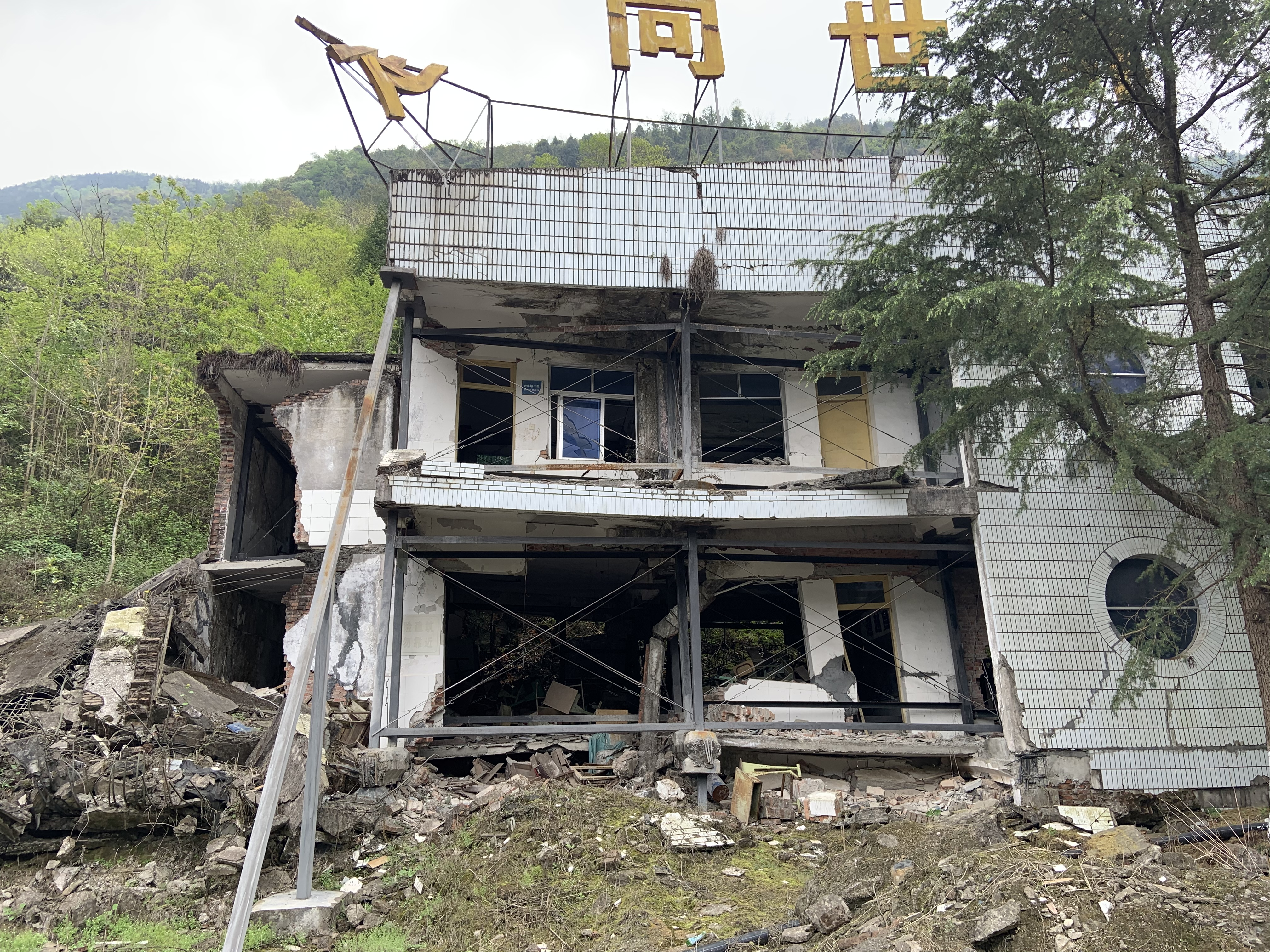
曲山小学遗址，该校在地震中有四百余名师生遇难
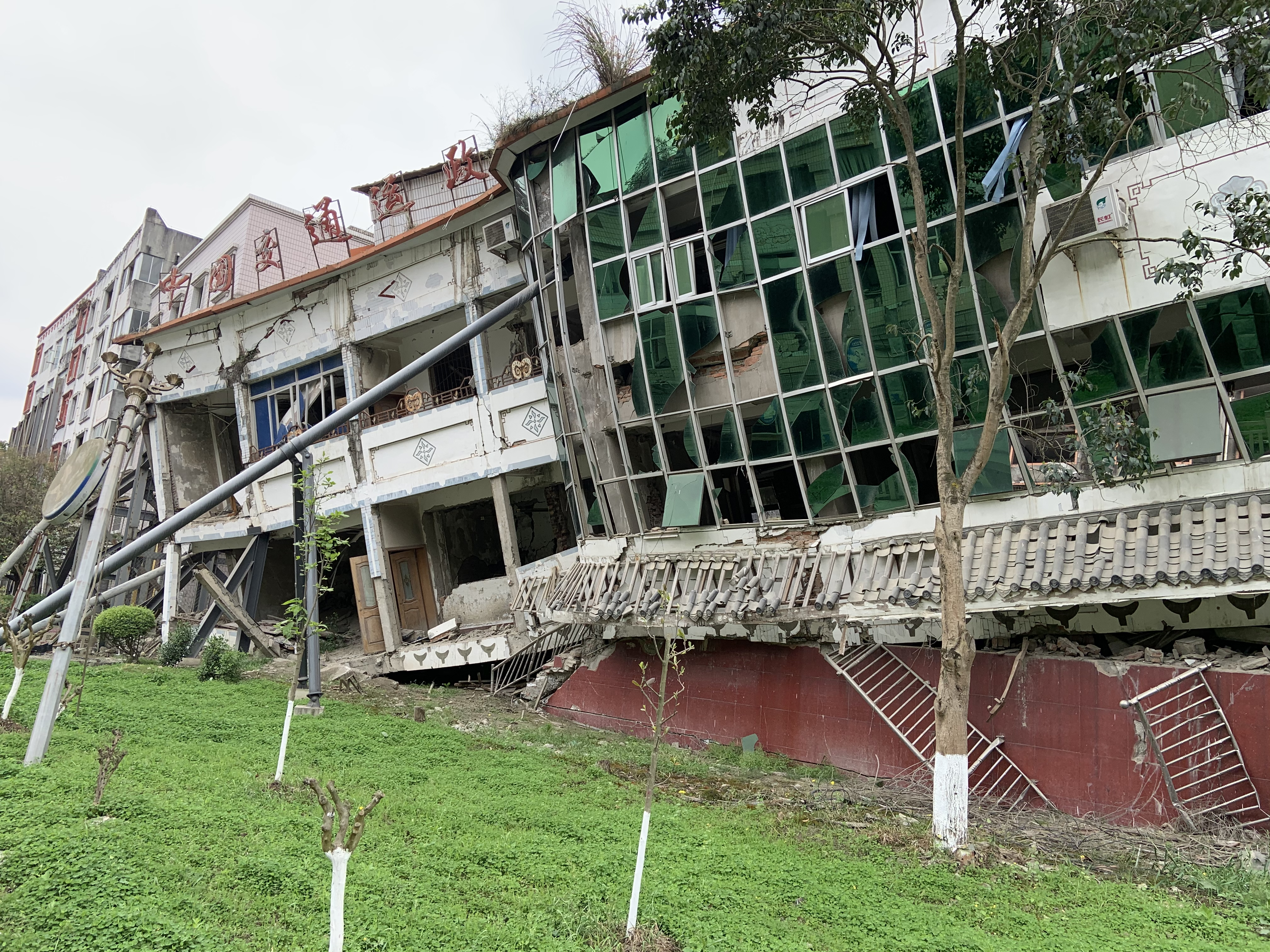
县公路运输管理局遗址
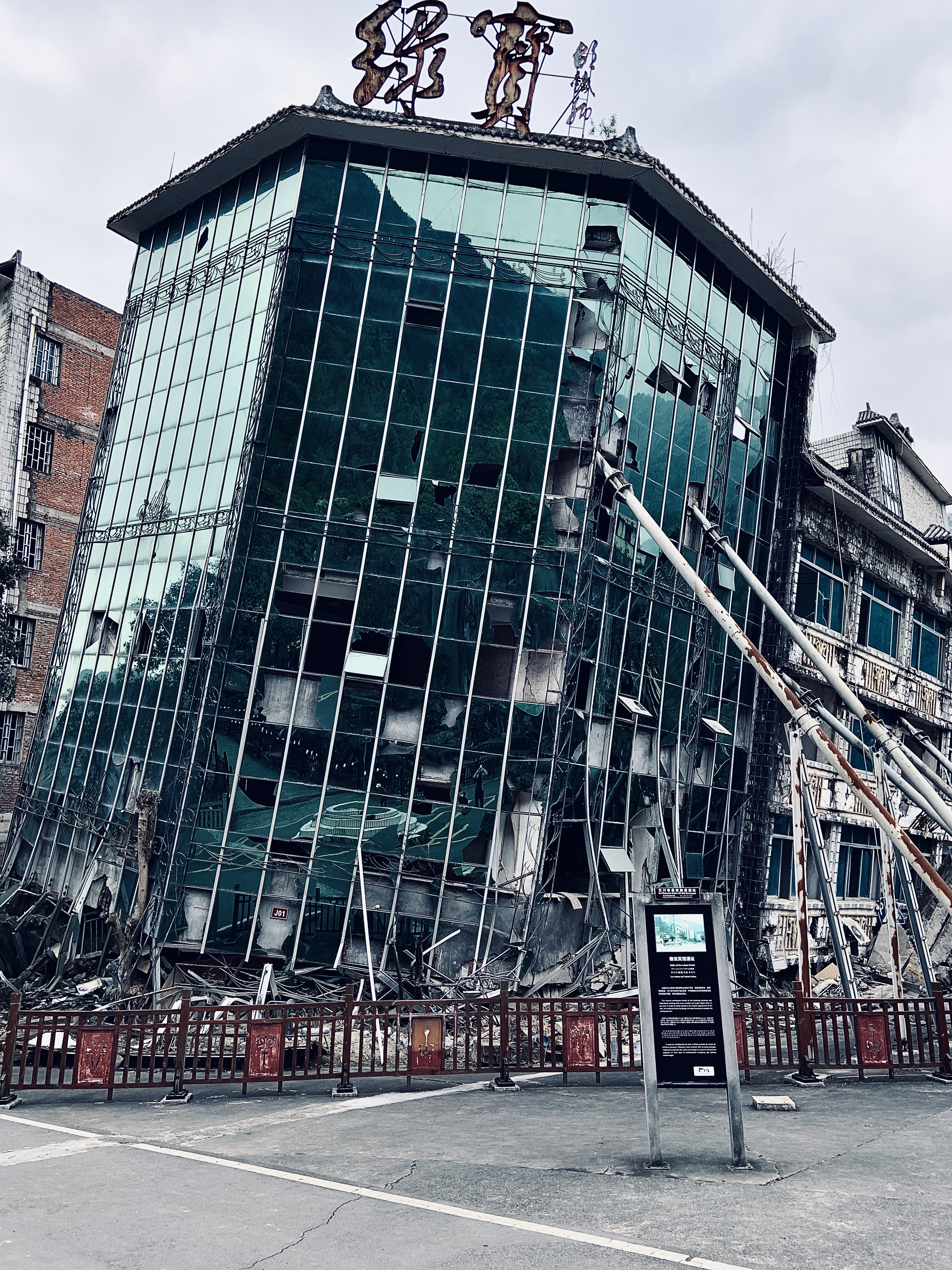
绿宝宾馆遗址
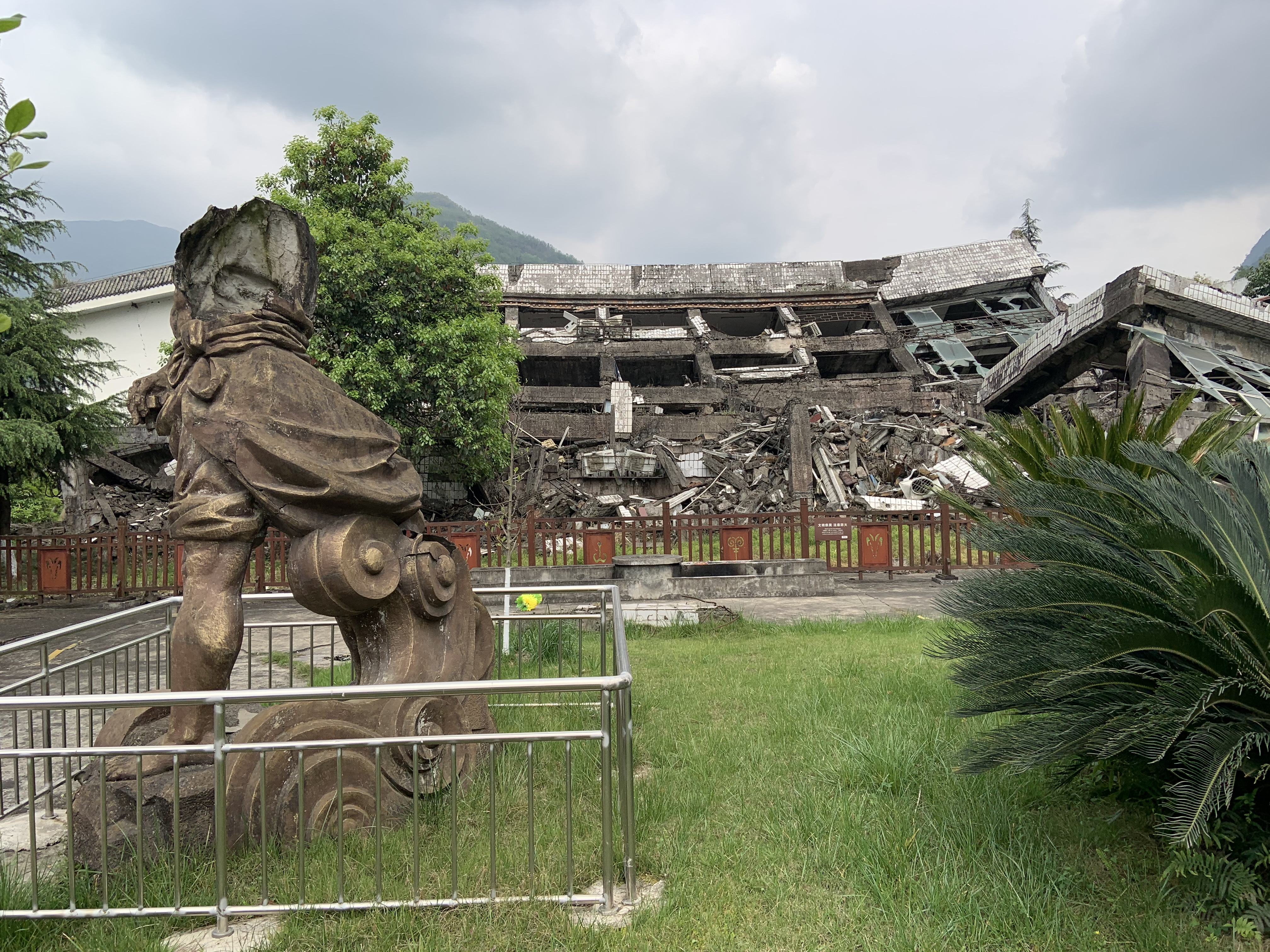
北川县人民政府大楼遗址
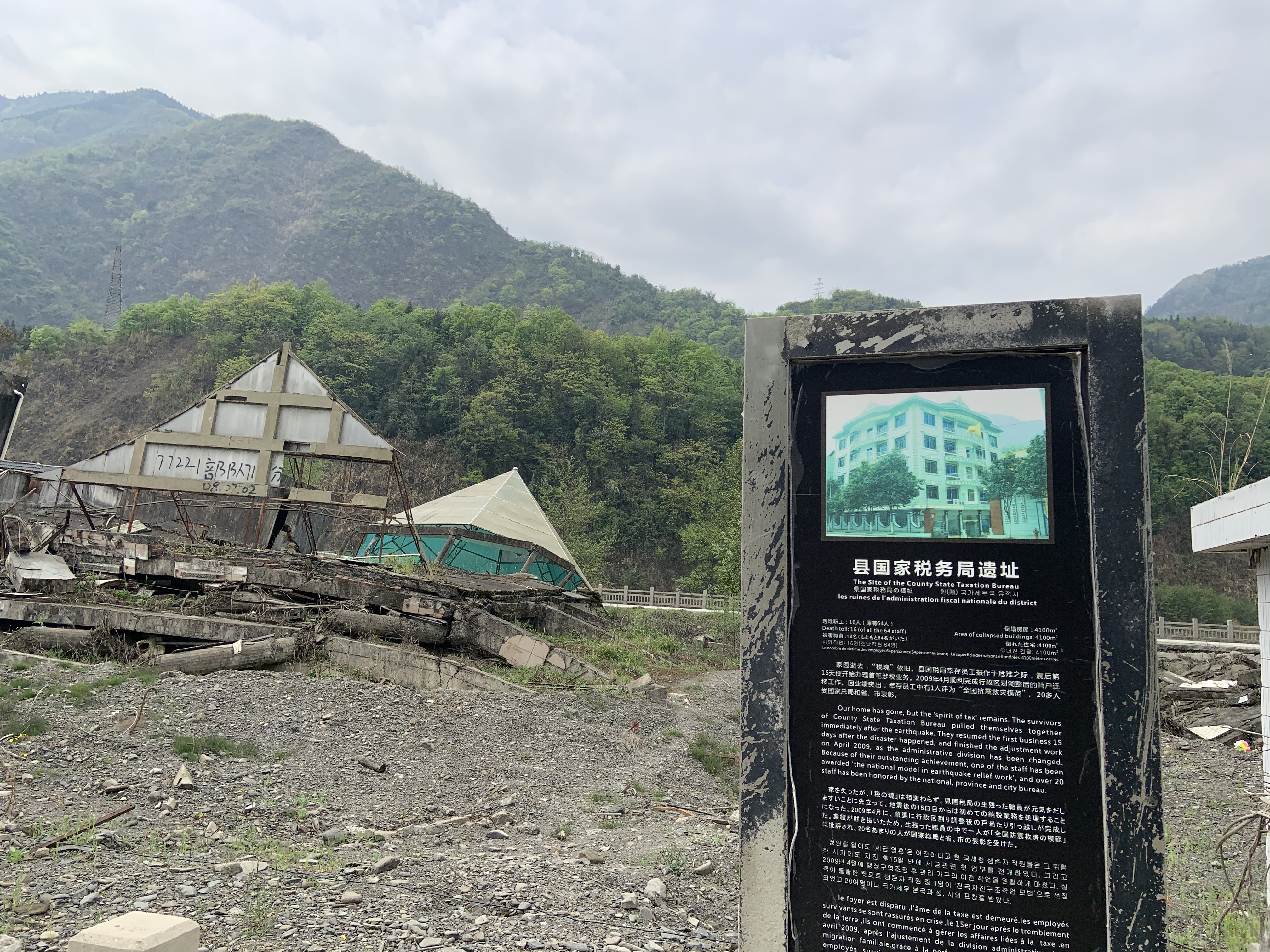
北川县税务局遗址
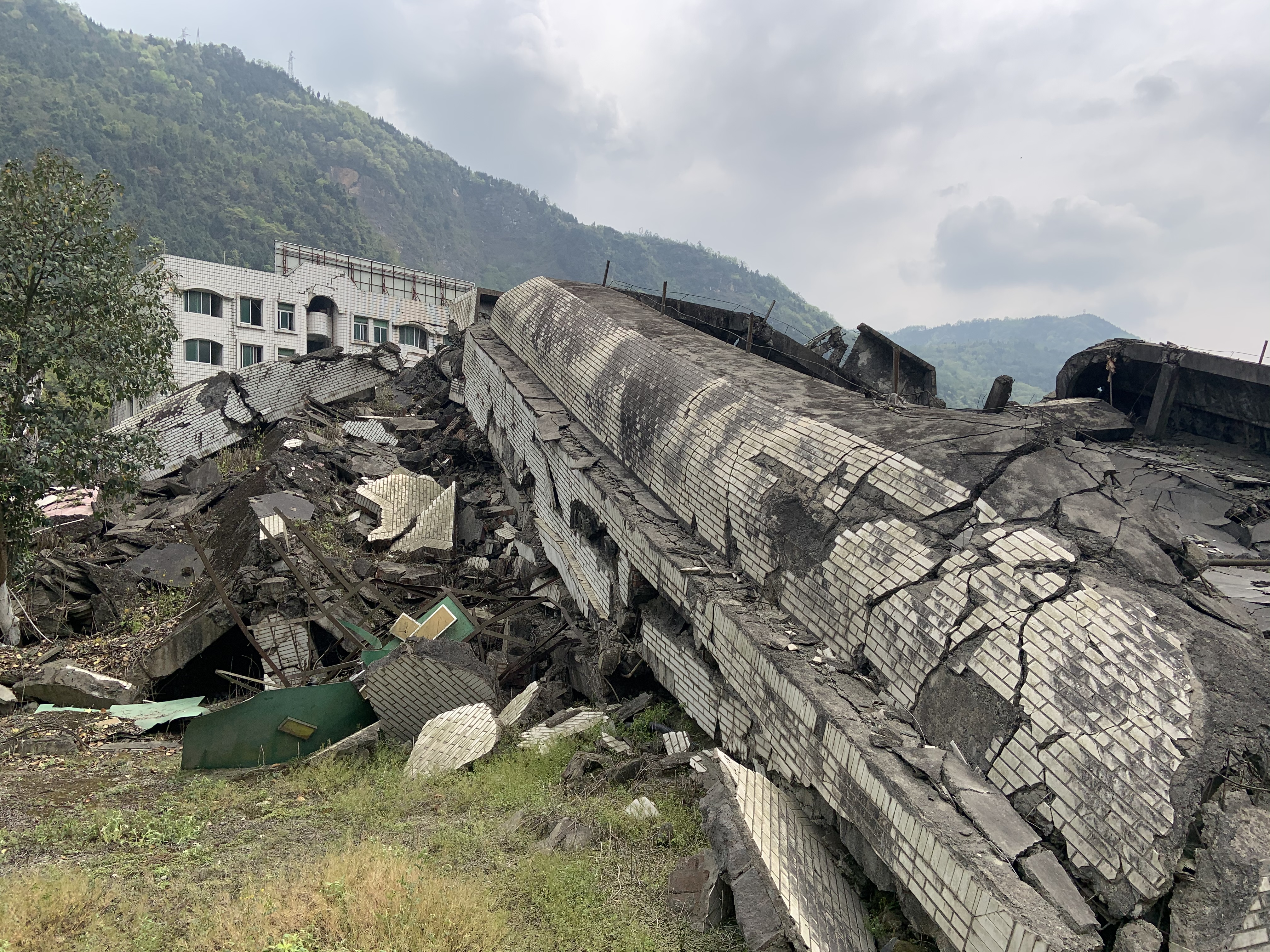
北川县农村信用合作联社遗址
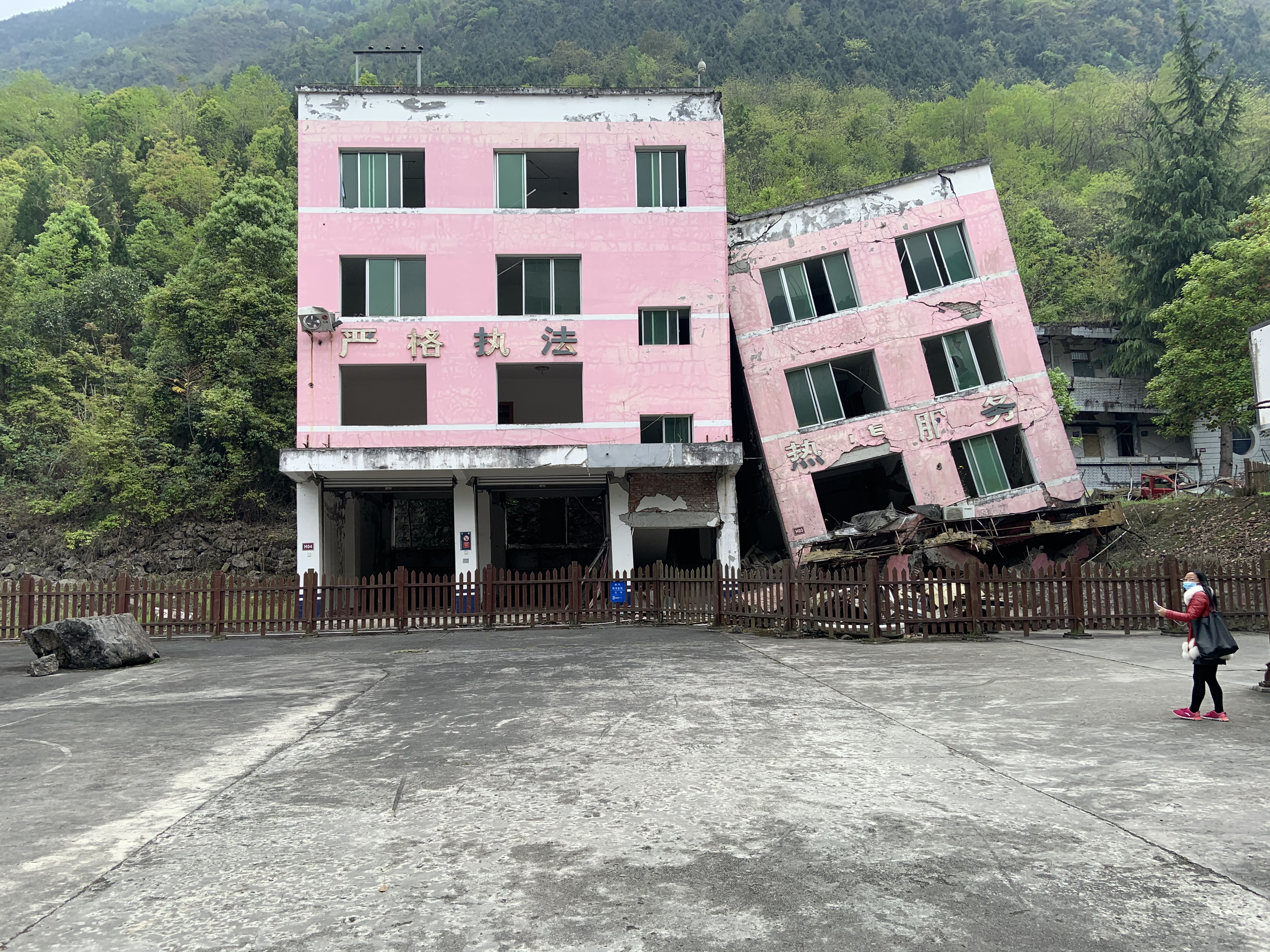
北川县公安局遗址
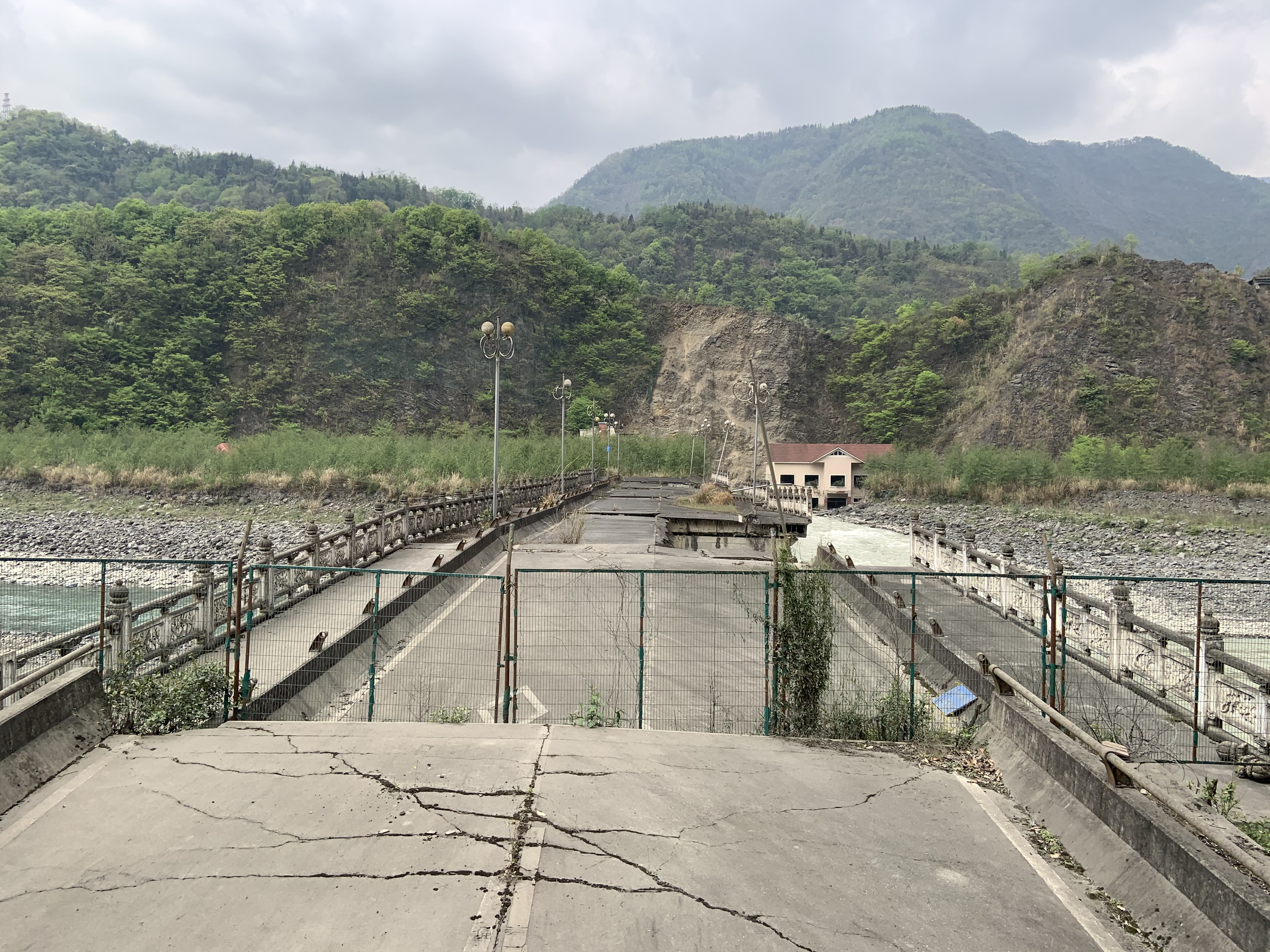
龙尾大桥遗址
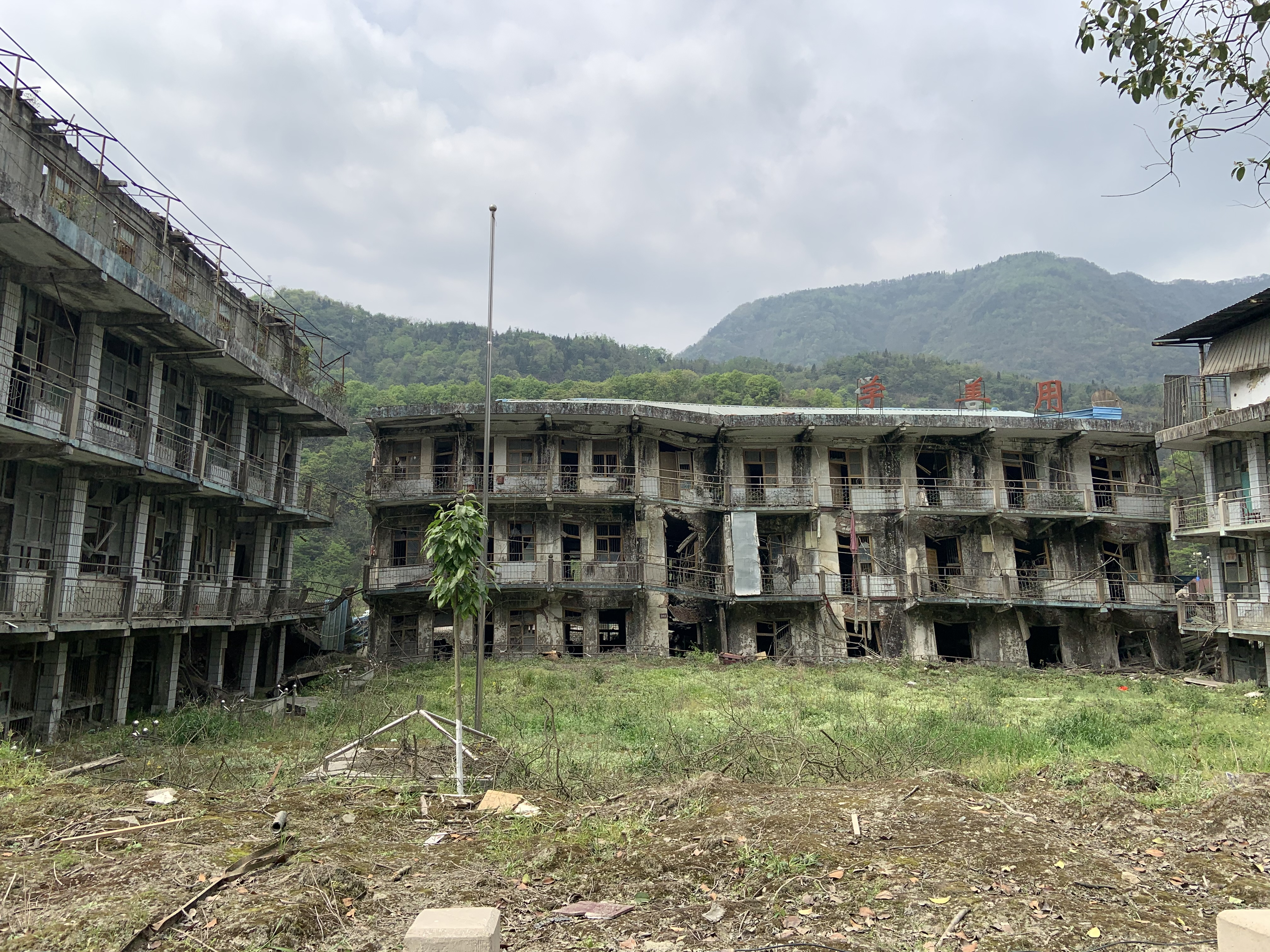
北川职业中学遗址，共计109名师生在此遇难
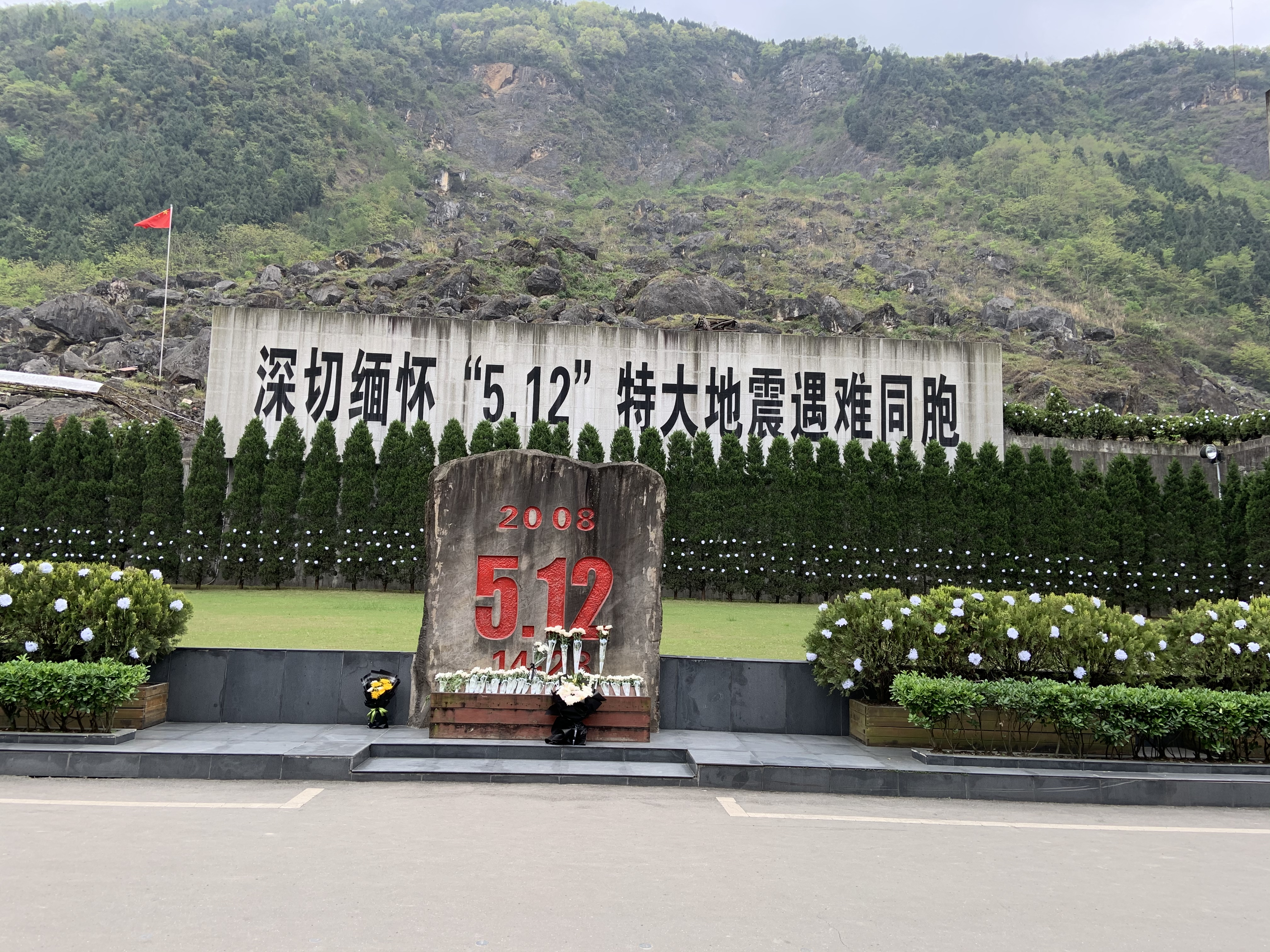
遇难者公墓，为地震中放置遇难者遗体的场所。一万余具遗体被安置于此